# R188
R188은 뉴욕 지하철 A디비전용으로 사용중인 통근형 전동차로 가와사키 중공업에서 제작한 뉴 테크놀러지 트레인 차량 유형중 하나이다.
이 차량은 2013년 운행을 시작하여 IRT 플러싱선의 신호 시스템을 통신 기반 열차 제어(CBTC)와 함께 자동화하면서 7 <7>  계통 열차에서 운행하던 1980년대 R62A 차량을 대체했다.
R188은 또한 2015년에 개통된 7 지하철 연장선의 일부로 7 차량을 확장했다.
506대 차량중 126대는 완전한 새 것으로 제작되었다. 나머지 380대는 2000년에 운행을 시작한 R142A 차량의 일부였으나 CBTC 장비 설치로 R188로 개조하였다. 2013년 11월 9일 첫 여객 운행에 들어갔으며, 2016년 6월 최종 객차가 인도되었다.

## 열차 특징
R188의 번호는 7211–7590호, 7811–7936호로 매겨졌다. 7211–7590호는 R188로 개조된 이전의 R142A 차량이고, 7811–798호는 7 노선의 증가를 보완하기 위해 제작된 새로운 R188 차량이며, 7899–7936호는 R142A를 5량에서 6량으로 확장하기 위해 만들어진 새로운 R188 "C" 차량이다(대부분의 A디비전 노선은 10량 열차를 사용하는 반면 7 <7>  계통} 열차는 11량 편성 열차를 사용하므로, 새로 1량을 추가해야 함.).
R188에는 최신 제어 시스템, HVAC 및 공공 주소 시스템이 장착되어 최고의 안전성과 승객의 편안함을 보장한다. 이 부품은 시각적으로 R142와 매우 유사하고 R142A와 거의 동일하지만 CBTC가 장착되어 있다. 따라서, 이러한 차량은 CBTC 기능을 갖춘 변환된 R142A와만 호환된다.
R142, R142A, R143와 마찬가지로, R188은 7개 노선의 모든 정류장과 함께 일반 열차 또는 급행 열차로 설정할 수 있는 표시기를 갖춘 전자 노선도를 특징으로 한다.

### 시험 기능
2016년 6월, 7501~7510호와 7928호 차량은 녹색 원/적색 다이아몬드형 LED 표지판과 LED 번호 표시로 행선표지를 수정하였으며, 이는 이전에 7번 노선에 사용되었던 R62A형과 유사하며, 현재는 6번 노선에 사용되고 있다. 이 수정은 승객들이 급행열차나 완행열차를 쉽게 구별할 수 있도록 하기 위해 행해졌다. 이듬해 7501호 차량은 앞서 언급한 운행계통 표시장치와 미적으로 유사하기 위해 행선 표지판의 LCD 행선표시 부분을 LED 패널로 교체했다. 7505호와 7503호는 각각 2019년 중반과 2020년 중반에 동일한 개조 작업을 받았다. 나머지 철도 차량이 이러한 기능이 재장착될지는 현재 알려지지 않았다.
2017년 4월, 7502호에는 다른 차량들에서 발견된 원래의 truck을 대체하는 특수 시험 truck이 장착되었다.
2018년 9월, 7847-7848호 차량에 새로운 LCD 광고 화면이 장착되어 기존의 종이 광고를 대체하였다.

## 역사

### 계약 일정
| 전체계획 주문           | # 개조차량수 | # 개조차량수 | # 신형 C차 수 | # 신형 C차 수 | # 신형 A & B차 수 | # 신형 A & B차 수 |
| ----------------------- | ------------ | ------------ | ------------- | ------------- | ----------------- | ----------------- |
| 전체계획 주문           | 총합         | 총합         | 총합          | 총합          | 총합              | 총합              |
| 전체계획 주문           | 기본 주문    | 부가 주문    | 기본 주문     | 부가 주문     | 기본 주문         | 부가 주문         |
| 원안                    | 140          | 140          | 46            | 46            | 320               | 320               |
| 원안                    | 10           | 130          | 3             | 43            | 20                | 300               |
| 2010–2014 자본 프로그램 | 360          | 360          | 46            | 46            | 100               | 100               |
| 2010–2014 자본 프로그램 | 10           | 350          | 3             | 43            | 20                | 80                |
| 최종계약                | 380          | 380          | 46            | 46            | 80                | 80                |
| 최종계약                | 10           | 370          | 3             | 43            | 20                | 60                |

R188 납품 당시, R62A 11량 편성 40대가 7 계통에 할당되었다. R188 납품은 원래 186대의 신차뿐만 아니라 통신 기반 열차 제어(CBTC)와 호환되는 131대의 개조 R142A 차량과 MTA용 추가 189대 R142A 개조 키트로 구성되었으며, 총 506대의 차량 또는 46대의 11량 열차로 구성되었다. 이 506대 중 230대는 5량 편성으로, 나머지 276대는 6량 편성으로 배치된다. R188 열차 편성 6개가 CBTC 설치와 7 지하철 연장과 함께 추가로 납품되었다. 각 열차의 5량 편성은 맨해튼 방향 끝에, 6량 편성은 메인 스트리트 방향 끝에 위치하도록 열차들이 구성되어 있는데, 이는 7 노선을 따라 승강장에 있는 conductor's boards의 위치 때문이다.
2010-2014년 자본 계획에 따르면, 146대의 신차를 구입할 예정이었다. 이 중 110대는 11량 신차 10대를, 나머지 36대는 CBTC 개량형 R142A 5량(기존 360대) 36대를 6량 증설하는 "C"차가 된다. 당초 계획된 총 11량 열차 46량(506량)은 여전히 이 납품에서 비롯된다.
그러나 이번 개정안에서는 11량 열차 10대가 아닌 38대 "C"차와,8대의 신차 11량 편성을 위한 신차 88량만 신규 구매하기로 했다. 마찬가지로, 개조된 차량 수도 370대로 변경되었다. 이러한 변경은 이전에 계획된 4량 편성과는 달리, 본선 IRT의 차량 확장에 2편성의 10량 R62A 편성만 필요했기 때문에, MTA와 가와사키는 2대 신형편성을 제조하는 대신에 2대의 R142A 열차 편성을 추가로 개조하기로 결정했다. MTA는 또한 가와사키와의 계약 수정 일환으로 207번가 상점 대신 용커스 공장에서 모든 개조를 수행하도록 결정했다.
2010년 봄, R188 계약은 가와사키 중공업에게 주어졌는데, 가와사키 중공업은 2개의 제조사만이 자격을 얻었기 때문에, 봄바디어 트랜스포테이션은 작은 주문과 엔지니어링 자원에 대한 큰 요구 조건을 이유로 입찰을 하지 않기로 결정했다. 계약은 33대(신차 23대, 전환 10대)로 구성된 기본주문 87,094,272 달러, 부가주문 384,315,168 달러(신차 123대, 전환 350대)로 총 471,409,440 달러로 명시되었다.

### 배송
2012년 2월 업데이트에 따르면, MTA는 영업 운행을 위해 7 지하철 연장선이 개통될 때까지 8개의 개조 편성을 사용할 계획이었다. 게다가, 열차 편성의 분석도 공개되었다. 운용상 R188은 다음과 같이 결합된다.:
A-B-B-B-A+A-B-B-B-C-A

여기서 줄표는 연결부를 나타내고 더하기표는 커플러를 나타낸다. 따라서, 38대의 R142AB 차량이 R188 "C" 차량으로 개조되었고, 38대의 "C" 차량(8대의 신형 11량 편성은 "C" 차량에 포함되지 않음)을 추가하였다.
기본 주문(7211–7220호)에서 개조된 R142A 차량 10대는 2011년 12월에 가와사키의 욘커스 시설에서 완성되었고 2012년에 플러싱선에서 시운전을 위해 도입했다. 기본 주문에서 나온 23대의 새로운 R188 차량들 (두 대의 11량 편성, 7811–7832호, 그리고 하나의 개조편성 "C" 차, 7899)은 2012년 중반에 완성되어 2013년 11월에 납품되었고 2013년 12월에 운행에 들어갔다. 66대의 신형 옵션 차종(783–7898호)도 2012년 중반에 완성되어 납품되었으며, 나머지 37대의 신차와 370대 전환은 2014년 2월부터 2015년 4분기까지 전환하여 납품될 예정이다.
2013년 11월 9일, 차량 7811-7821로 구성된 첫 R188 열차가 30일간의 수익 수용 테스트의 일환으로 7 열차에 투입되었다. 성공적인 완료 후, 2013년 12월 15일까지 영업 운행에 들어갔다. 2014년 7월까지, 배송 일정은 약 6~7개월 정도 늦춰졌다. 나머지 R188 차량은 2016년 7월 말까지 모두 납품될 것으로 예상되었으나, 차량 납품이 빨라져서 마지막 R188 차량은 2016년 6월 말에 납품되었다.

### 배송 이후
2020년 1월, MTA와 코미디 센트럴이 여배우 아콰피나의 TV쇼 Nora From Queens를 홍보하기 위한 계약의 일부로, R188에 대한 기본 안내방송 녹음은 아콰피나의 방송으로 일주일 동안 대체되었다. 아콰피나의 방송은 표준 안내방송 외에 농담도 곁들였다. 이번 합의는 MTA가 광고의 형태로 열차안내방송을 대체한 첫 번째 사례였다.

## 사진첩

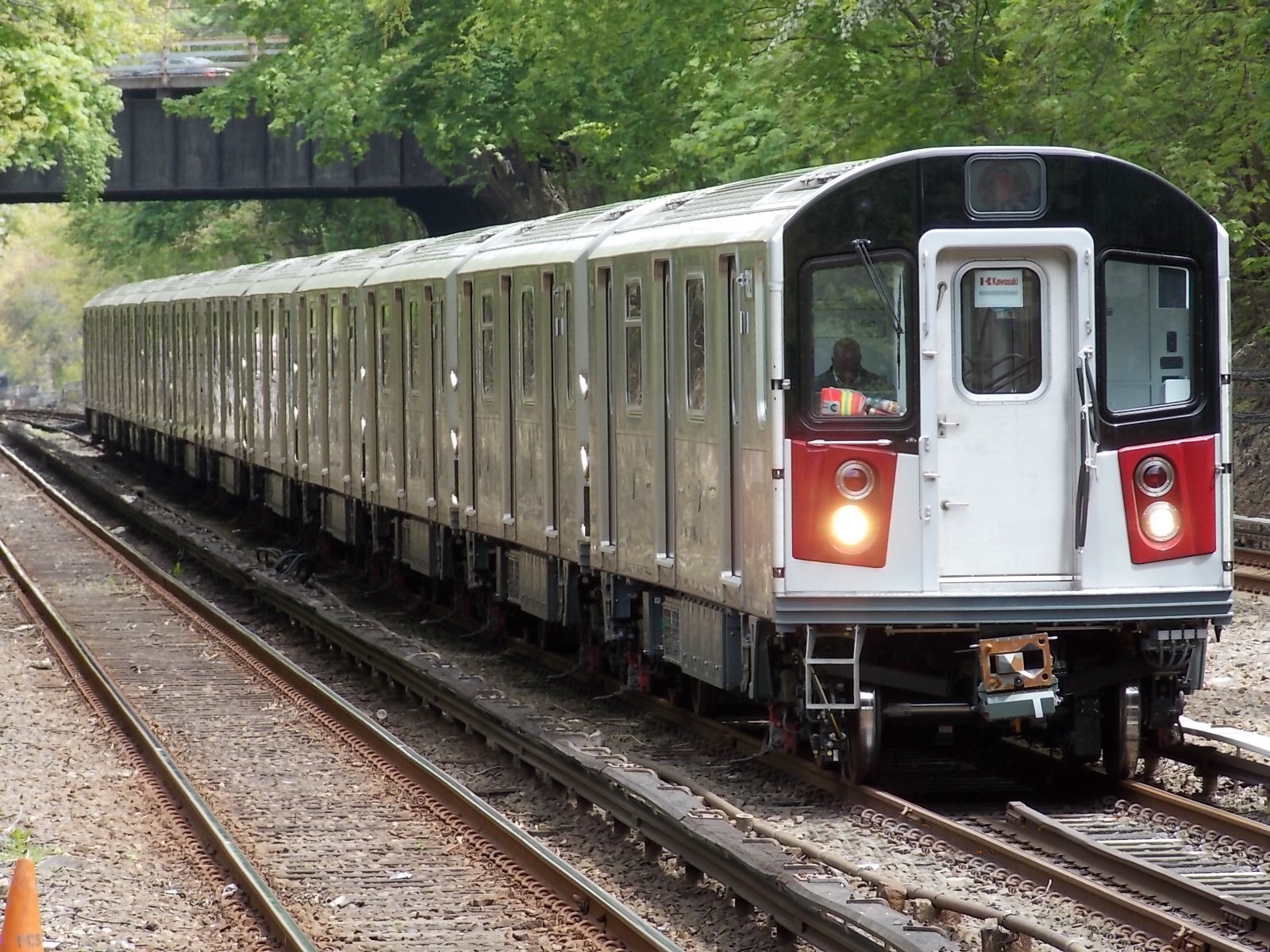
건힐 로드역의 IRT 다이어 애비뉴선에서 시운전 중인 R188 차량
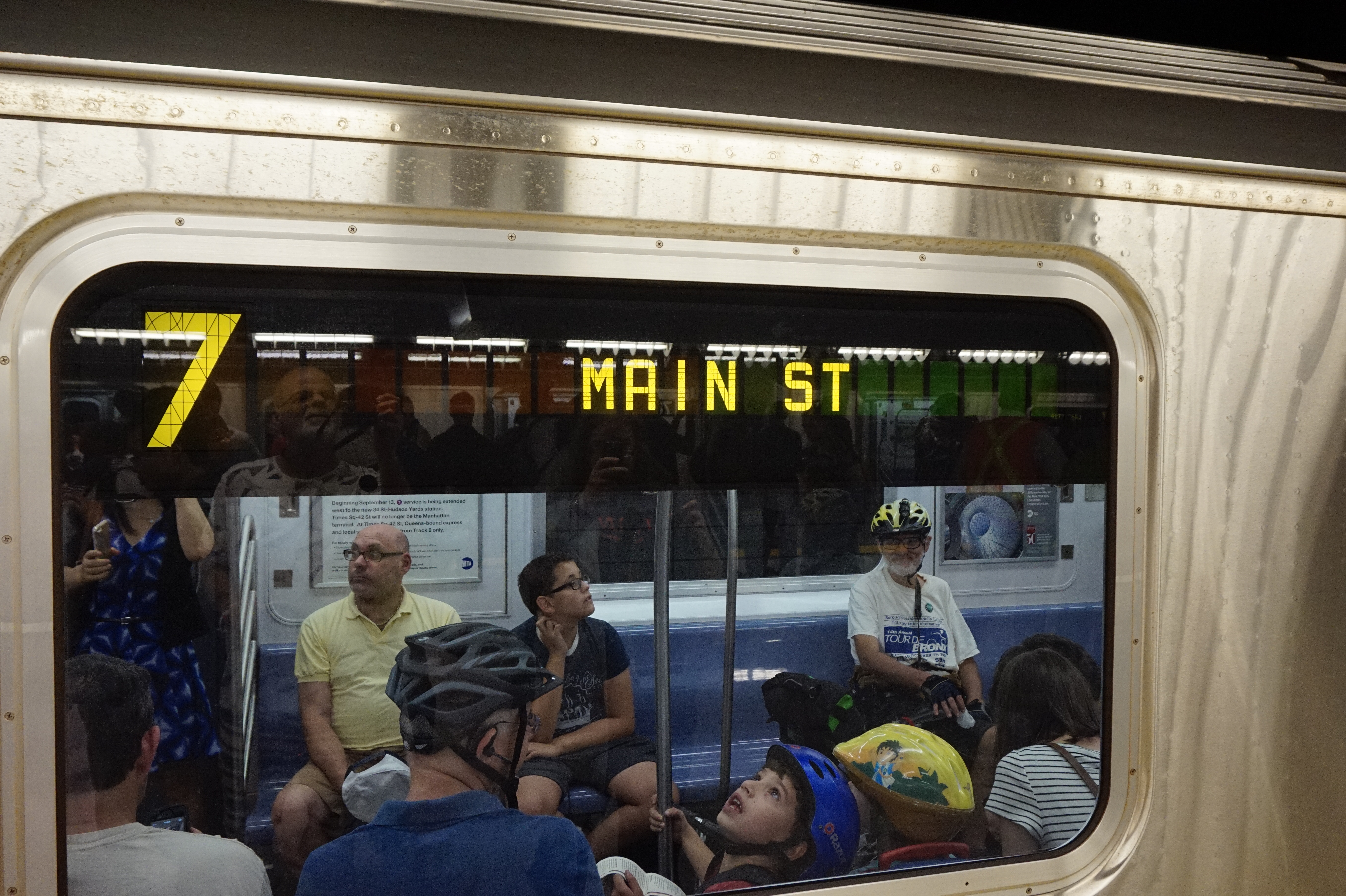
R188 목적지 표시
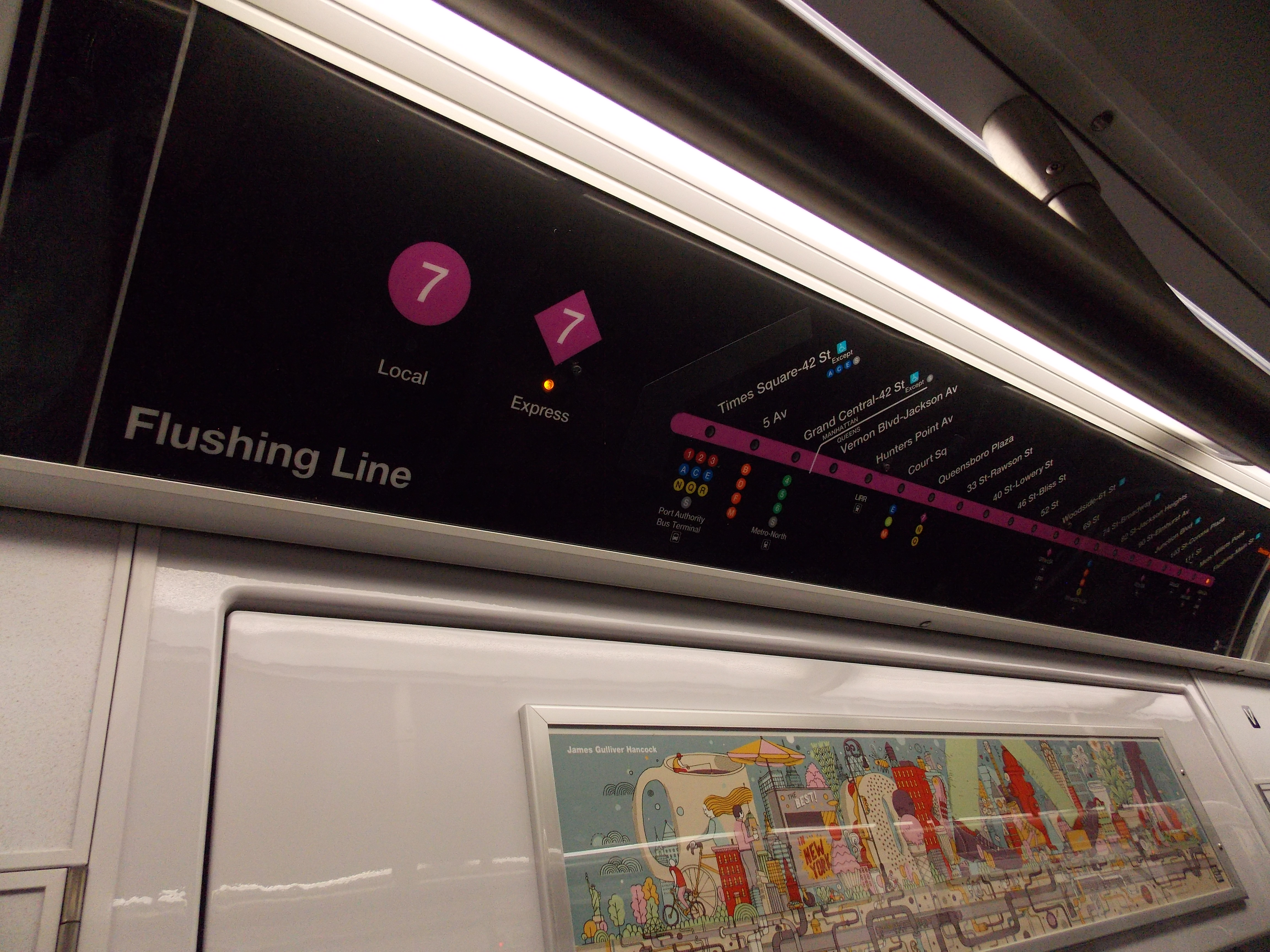
Hudson Yards으로 확장전의 R188 전자 행선표시기
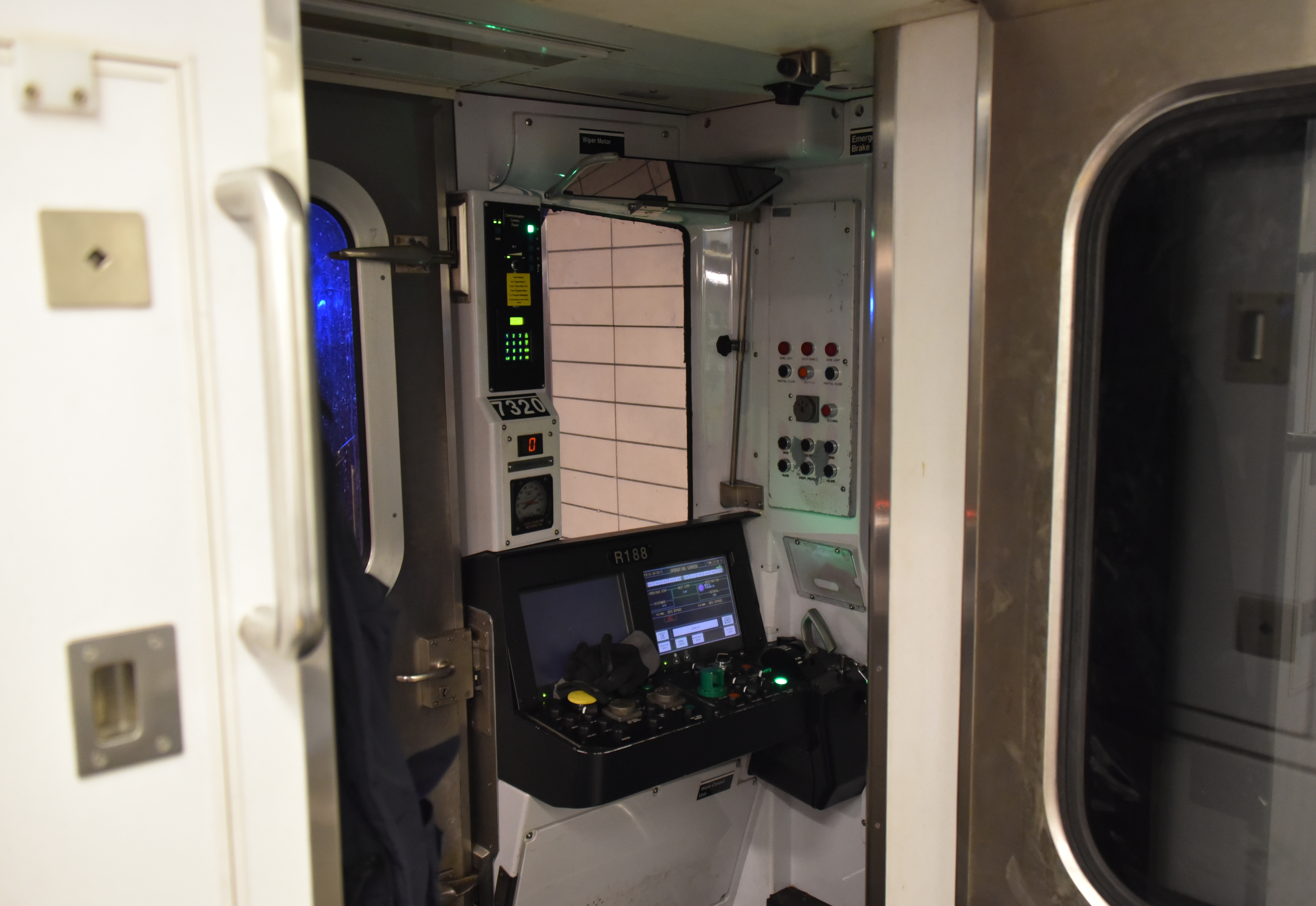
개조 R142A 차량의 운전석
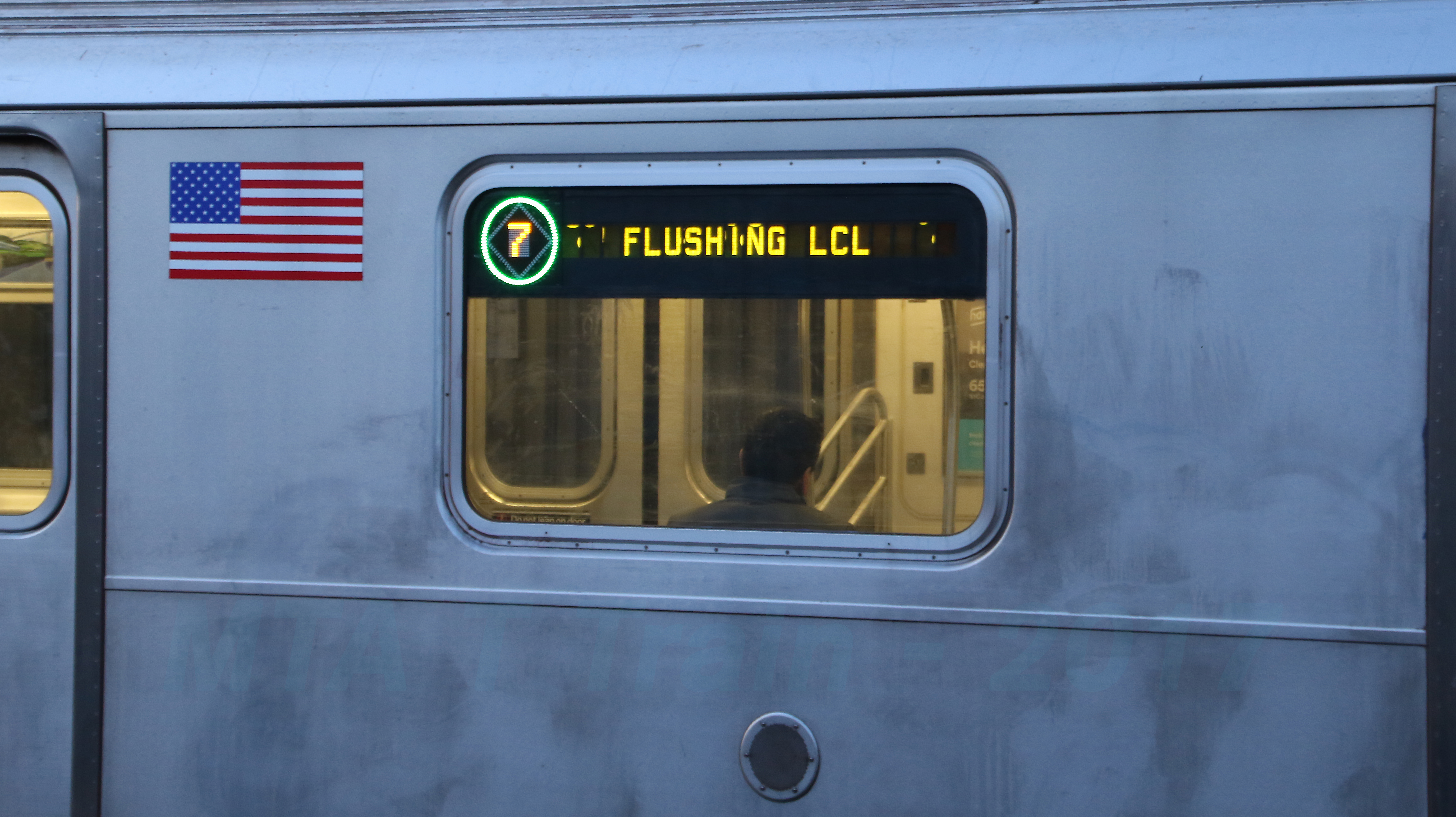
완행 열차를 나타내는 녹색 원형 노선기호
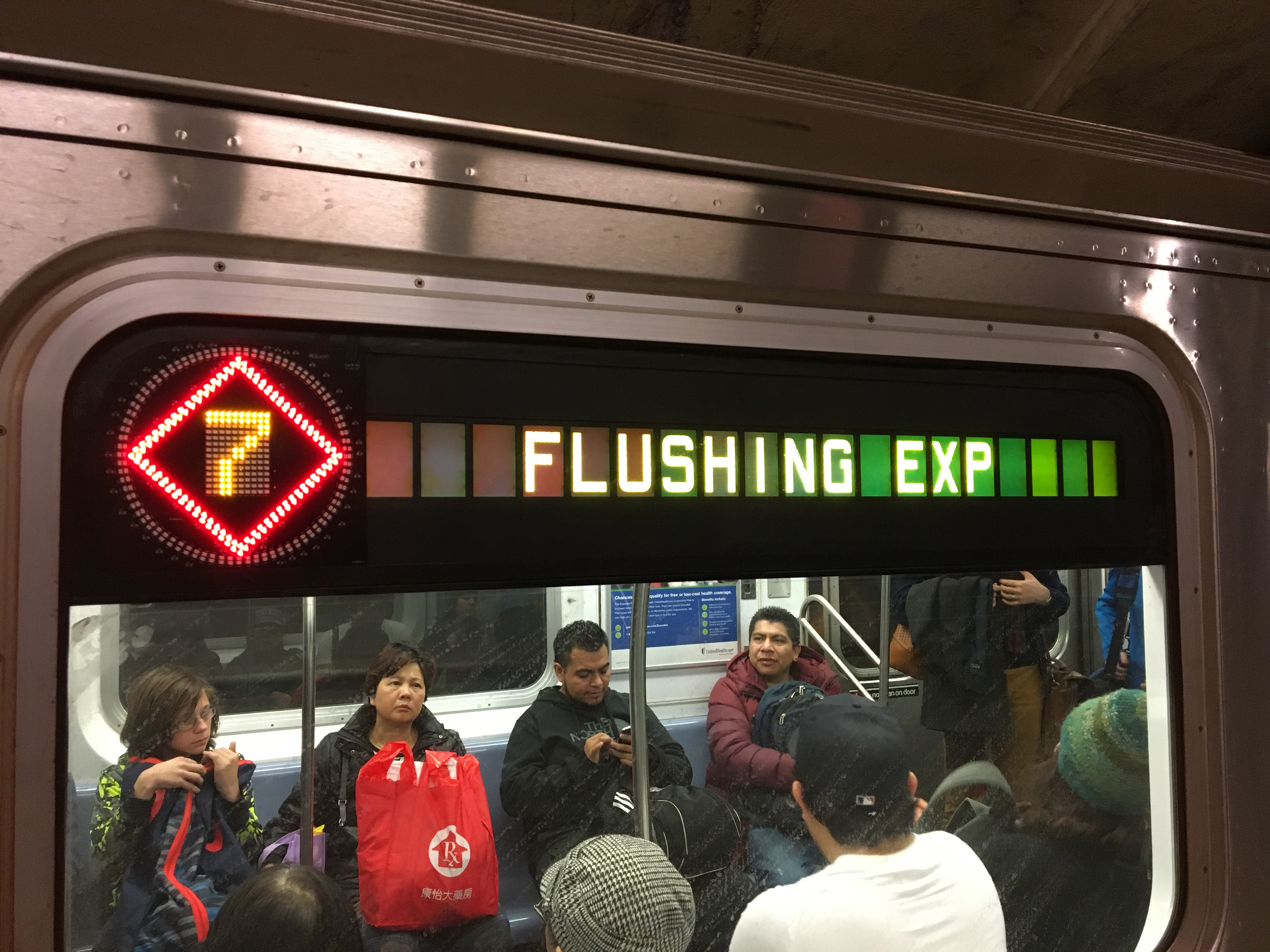
급행 열차를 나타내는 녹색 다이아몬드형 노선기호
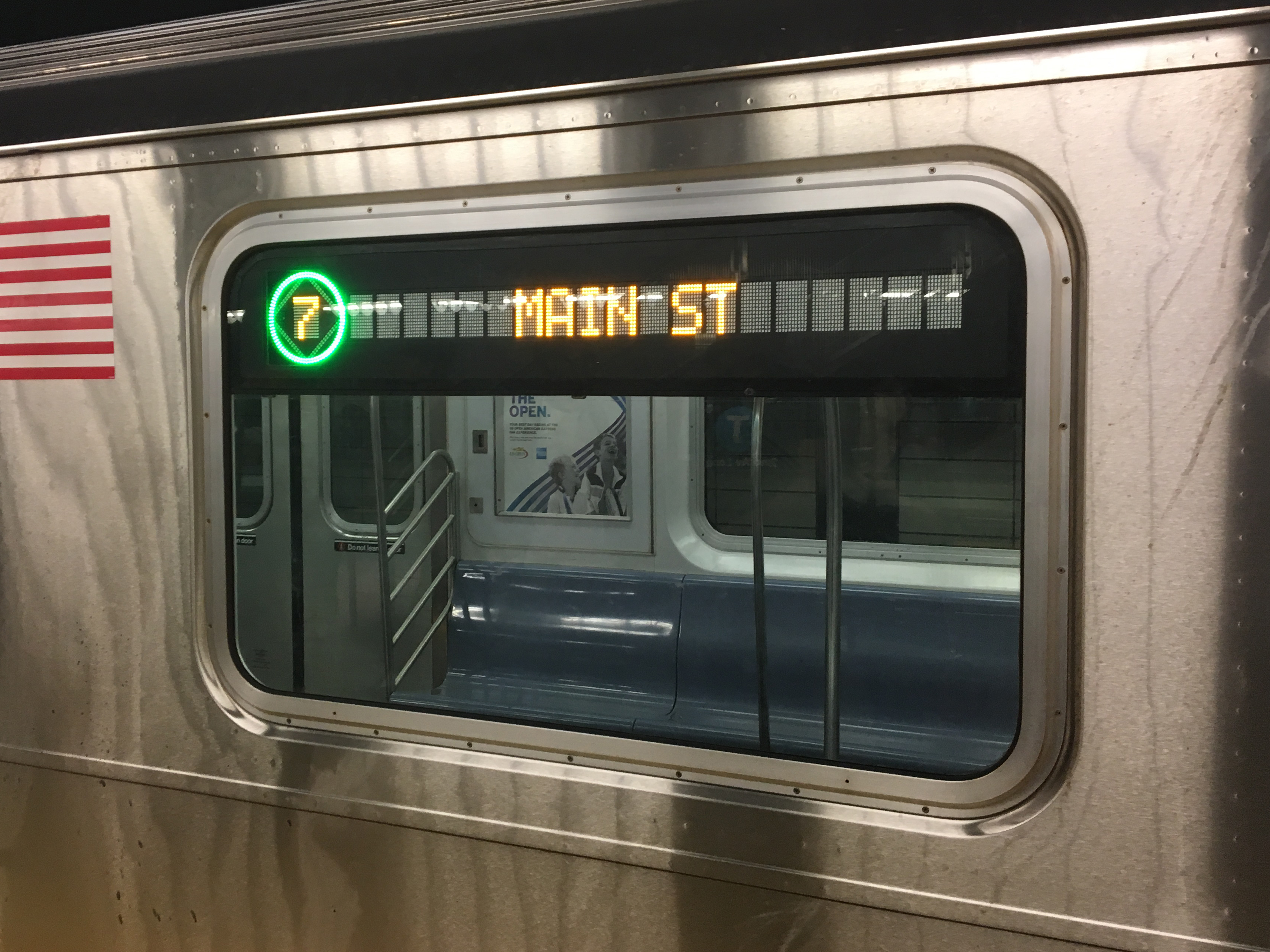
차량 7501호의 수정된 경로 및 목적지 표지판(LED 패널 포함)
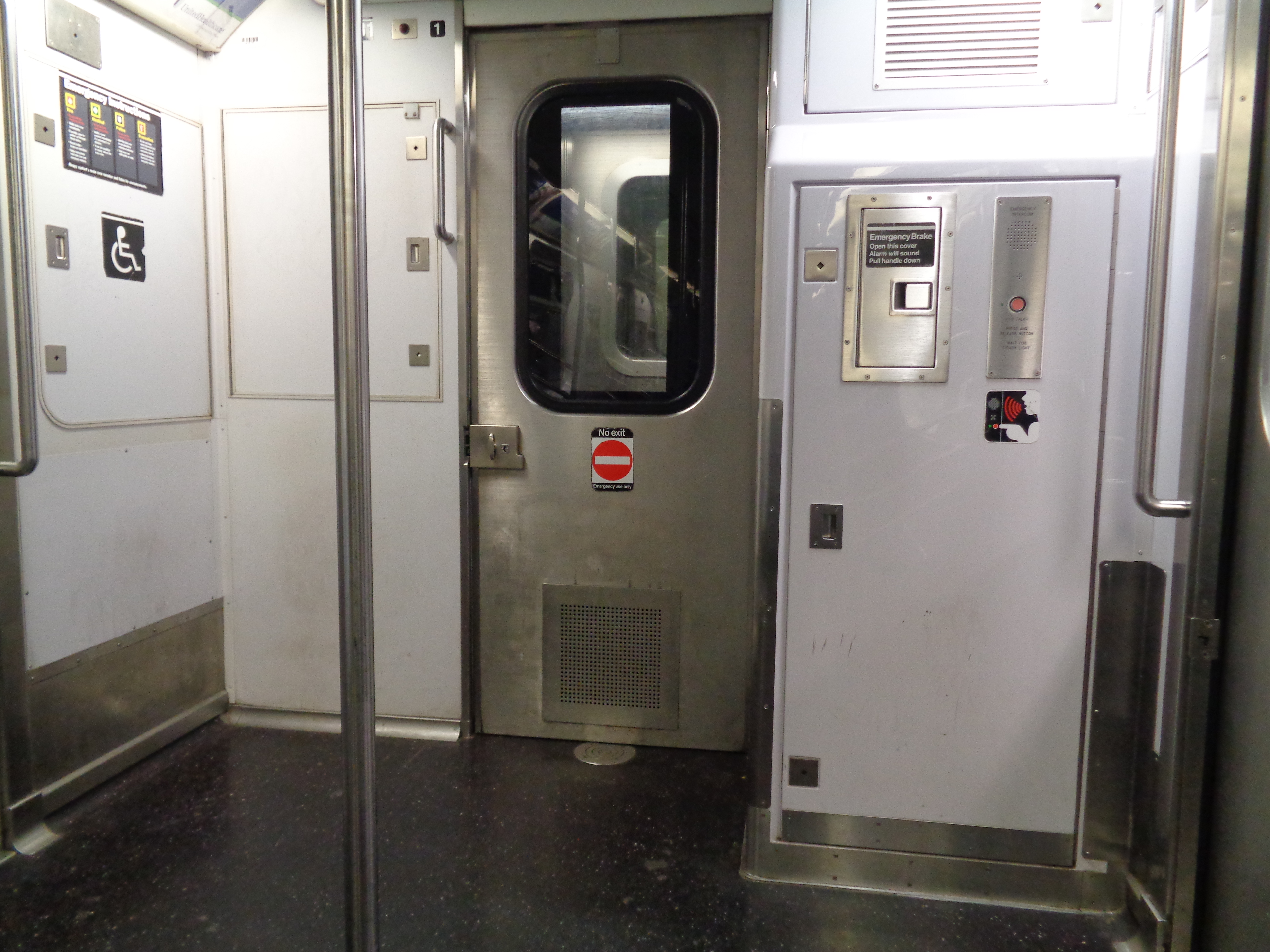
운전석 뒤에 위치한 CBTC 콘솔

## 주해
1. ↑  See also:
  - Tech And Transit (2017년 4월 12일), 《⁴ᴷ R188 7502 with a New Test Truck》, 2017년 4월 5일에 확인함
2. ↑  See also:
  - Tech And Transit (2018년 9월 6일), 《R188s 7847 and 7848 with new LCD Advertisement Screens》, 2018년 9월 27일에 확인함

1. ↑  이는 통신 기반 열차 제어(CBTC)와 호환되는 개조 R142A 차량 131대와 추가 189대의 R142A 개조 키트였다. 473대의 부가주문은 R188 신차 163대, R142/R142A 124대 개조, R142/R142A 186대 개조 키트 제공 등과 같이 세분화되었다.